# Boracay
Boracay is een klein eiland in de Filipijnse provincie Aklan. Het ligt zo'n 2 km van de noordwestkust van Panay en behoort tot de gemeente Malay. Als gevolg van de vele witte stranden op het eiland is Boracay een van de belangrijkste toeristische bestemmingen in de Filipijnen. Bij de laatste census in 2007 woonden er op het eiland ruim 18 duizend mensen

## Geografie

### Bestuurlijke indeling
Het eiland Boracay behoort tot de gemeente Malay en is ingedeeld in de volgende drie barangays:
- Balabag
- Manoc-Manoc
- Yapak

### Topografie
Het eiland heeft de vorm van een bot (smal in het midden en wat breder aan beide uiteinden) en ligt van noordwest naar zuidoost, op zo'n 2 km van het vasteland van Panay. Boracay is 7,5 km lang, 700 m breed in het middendeel en heeft een oppervlakte van 10 km².

## Toerisme
Het eiland Boracay is een van de grote toeristische trekpleisters van het land. Het grootste deel van het toerisme concentreert zich rond het twee kilometer lange hagelwitte strand "White Beach". Dit strand is te vinden aan de westkant van het eiland ter hoogte van het smalle stuk in het midden. Achter het strand loopt, als een soort strandboulevard, langs een grootste deel van het strand een zandpad met daar weer achter een strook vakantieresorts, barretjes, disco's en winkeltjes. Deze vakantieresorts variëren van lowbudgetresorts, met veelal nipa-hutten tot erg luxueus uitgevoerde hotels. Achter deze bebouwing bevindt zich een verkeersweg die van noord-zuid over de hele lengte van het eiland loopt. Nauwe steegjes verbinden deze weg met het strand. Langs en op White Beach ziet men veel rondlopende verkopers van allerlei soorten snuisterijen, zoals namaak-Rolexen, zonnebrillen en kettingen. Daarnaast is het vrijwel onmogelijk langs het strand te lopen zonder een massage aangeboden te krijgen.

## Sluiting en Renovatie
In april 2018 kondigde de Filipijnse regering het eiland zes maanden te sluiten om een grote schoonmaakactie te houden vanwege problemen veroorzaakt door het toerisme, met name de vele illegale horeca en de lozingen van afvalwater. Hotels, resorts en restaurants loosden hun afvalwater direct in zee omdat er geen riolering op het eiland was. Nadien zijn vele horecagelegenheden gesloopt, is er riolering aangelegd en zijn de wegen verbeterd.

## Foto's

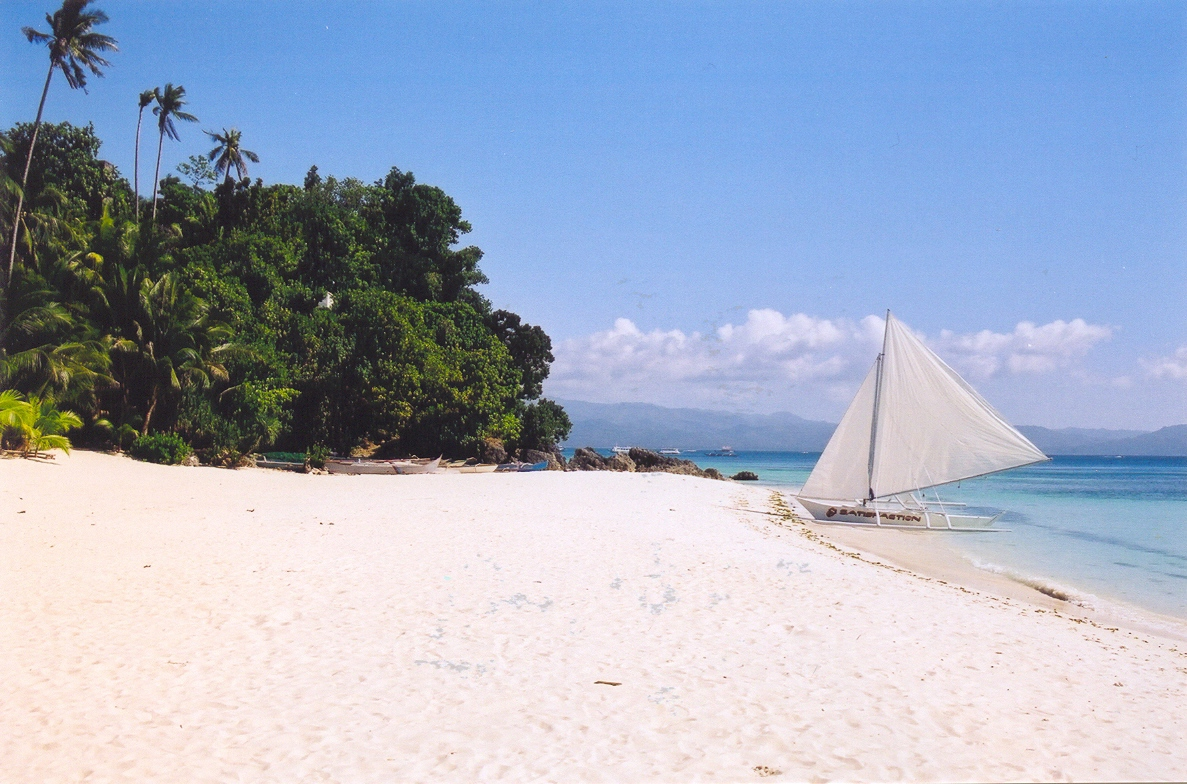
Een verlaten stukje strand op Boracay
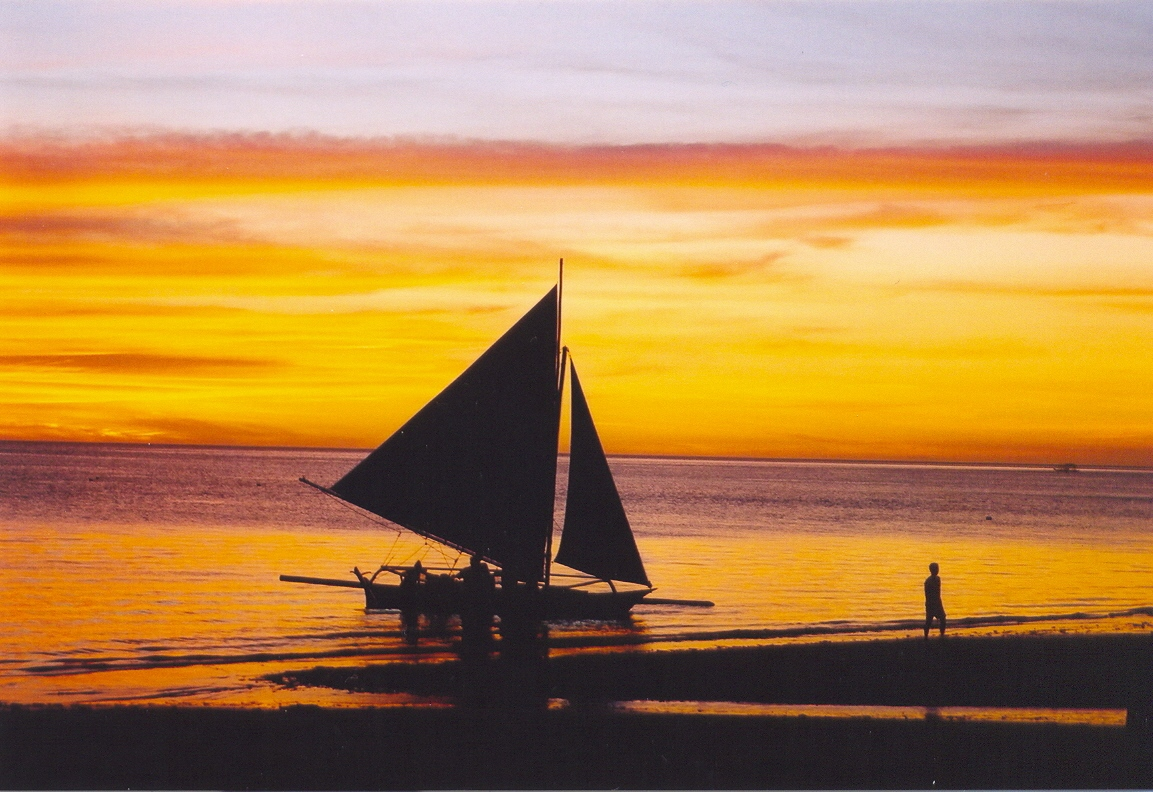
zonsondergang op White Beach
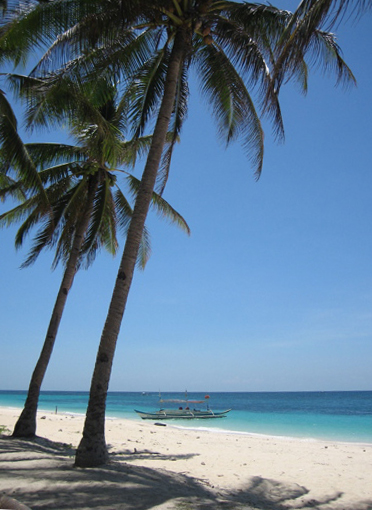
Phuka beach